# جائزة فريدمان
جائزة فريدمان (بالإنجليزية: Friedmann Prize)‏‏ هي جائزة علمية تُمنح من قبل أكاديمية العلوم في الاتحاد السوفياتي، والأكاديمية الروسية للعلوم. سُميت نسبةً إلى ألكسندر فريدمان.